# 僕は歌が歌いたい
『僕は歌が歌いたい～ジェジュン、ライブ復活までのお話～』（ぼくはうたがうたいたい）は2020年8月2日から9月27日まで日本テレビで放送されたバラエティ番組。全8話。

## 概要
人前で歌が歌えなくなった歌手ジェジュンが復帰コンサートを目指す軌跡を描いたシットコム形式のバラエティ番組。各話の最後にジェジュンのアルバム『Love Covers』『Love CoversⅡ』に収められたJ-POPのカバー曲が流れる。新型コロナウイルスの感染拡大による入国制限の影響で、韓国と日本のリモート形式で番組収録が行われた。
2020年10月3日、番組と連動する形で、ジェジュンのファンクラブ限定ライブ『J-JUN LIVE BOKUNOUTA 2020～僕は歌が歌いたい～』がオンライン配信された。ライブにはアンタッチャブル、加藤諒、Matt Roseがゲスト出演した。

## キャスト
ジェジュン（本人）　
演 - ジェジュン　人前で歌が歌えなくなった歌手。
栗頭治五郎　
演 - 山崎弘也（アンタッチャブル）　芸能プロダクション「ジェジュンプロ」の社長。
木緑アキラ　
演 - 柴田英嗣（アンタッチャブル）　喫茶「銀座」の店長。栗頭の旧友。
空豆圭介　
演 - 加藤諒　「ジェジュンプロ」のマネージャー。

## スタッフ
- 脚本構成・演出・監督：オークラ [3]
- プロデューサー：植野浩之・山王丸和恵
- 制作：シオプロ
- 製作著作：日本テレビ

## 放送日程
| 各話   | 放送日  | サブタイトル                     |
| ------ | ------- | -------------------------------- |
| 第1話  | 8月02日 | 別の人の彼女になったよが歌いたい |
| 第2話  | 8月09日 | 奏が歌いたい                     |
| 第3話  | 8月16日 | たしかなことが歌いたい           |
| 第4話  | 8月30日 | 逢いたくていまが歌いたい         |
| 第5話  | 9月06日 | 悲しい色やねが歌いたい           |
| 第6話  | 9月13日 | 少年時代が歌いたい               |
| 第7話  | 9月20日 | First Loveが歌いたい             |
| 最終話 | 9月27日 | for you…が歌いたい               |

## 番組の変遷
| 日本テレビ 日曜日0:55 - 1:25 | 日本テレビ 日曜日0:55 - 1:25 | 日本テレビ 日曜日0:55 - 1:25 |
| 前番組                       | 番組名                       | 次番組                       |
| ---------------------------- | ---------------------------- | ---------------------------- |
| Hulu傑作シアター             | 僕は歌が歌いたい             | Hulu傑作シアター             |